# شورشی (مجموعه تلویزیونی چینی)
شورشی (چینی: 叛逆者) یک مجموعه چینی در سال ۲۰۲۱ با ژانر هیجان انگیز تاریخی بر اساس رمانی به همین است. این سریال توسط  ژو یو کاگردانی شده و ژو یی لونگ، تونگ یائو و وانگ ژی‌وِن در آن نقش‌آفرینی کرده‌اند. این سریال از ۷ ژوئن ۲۰۲۱ در CCTV-8 و آی‌چی‌یی پخش می‌شود.